# غاستون ألير
غاستون ألير (بالإنجليزية: Gaston Allaire)‏ هو عازف بيانو وملحن أمريكي، ولد في 18 يونيو 1916 في برلين في الولايات المتحدة، وتوفي في 15 يناير 2011.

## وصلات خارجية
- غاستون ألير على موقع ميوزك برينز (الإنجليزية)